# Thomas Parnell (dichter)

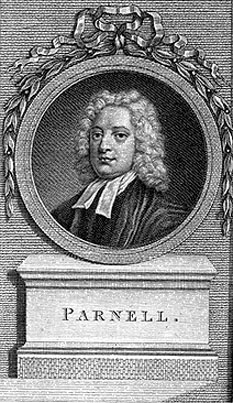
Thomas Parnell

Thomas Parnell (Dublin, 11 september 1679 – Chester, Engeland, 24 oktober 1718) was een Iers dichter. Parnell werd geboren in een Engels-Iers gezin. Hij bezocht Trinity College in Dublin, werd kanunnik van St. Patrick's Cathedral in 1702 en aartsdiaken van Clogher in 1706. In 1712 vertrok hij naar Londen.
Twee allegorische essays die hij bijdroeg aan The Spectator trokken de aandacht van Jonathan Swift. Deze raakte vervolgens met hem bevriend en introduceerde hem bij zijn vriendenkring. Zodoende raakte hij betrokken bij de Scriblerus Club. Afgezien van An Essay on the Different Styles of Poetry publiceerde hij slechts weinig. Wel assisteerde hij Alexander Pope bij diens vertaling van de Ilias. In 1716 accepteerde hij een betrekking als geestelijke in Finglass, waardoor hij naar Ierland moest terugkeren. Hij kreeg hier kennelijk spijt van en hij overleed binnen twee jaar.
Pope verzamelde en redigeerde zijn gedichten in 1722, verschenen onder de titel Poems on Several Occasions. Oliver Goldsmith schreef zijn biografie.